# Vratislavové z Mitrovic
Vratislavové z Mitrovic (starým pravopisem Wratislavové z Mitrowicz, v německé transkripci Wratislaw von Mitrowicz / Mitrowitz) jsou starý český šlechtický rod. Připomínají se od 14. století, podle Mitrovic se označují od roku 1448. Získávali statky v různých částech Čech, ale dlouho patřili k nižší šlechtě a působili ve službách významných rodů (páni z Hradce). V roce 1607 byli přijati do panského stavu, do širšího povědomí vstoupil Václav Vratislav z Mitrovic (1576–1635), zvaný "Tureček", pro své autorství deníku Příhody Václava Vratislava, svobodného pána z Mitrovic ze své cesty do Turecka. V osobě Viléma Vratislava (1576–1637), velkopřevora Maltézského řádu, získali Vratislavové poprvé hraběcí titul (1620). Během 17. a 18. století se rod Vratislavů rozdělil do řady větví, řada členů dosáhla vysokého postavení v zemské správě Českého království, v roce 1701 byl hraběcí titul potvrzen pro několik Vratislavů, nejvýznamnějším z nich byl v té době císařský diplomat a pozdější český nejvyšší kancléř Jan Václav Vratislav z Mitrovic (1670–1712), který byl mimo jiné též velkopřevorem Maltézského řádu (tuto funkci v Čechách zastávali v 17. a 18. století celkem čtyři Vratislavové). Jan Adam Vratislav (1677–1733) se stal pražským arcibiskupem, jeho bratr Jan Josef Vratislav (1694–1753) byl dlouholetým biskupem v Hradci Králové (1733–1753). Řada dalších členů rodu dosáhla vysokých hodností v armádě. Od 18. století do zániku habsburské monarchie náležel Vratislavům dědičně čestný titul nejvyššího kuchmistra.
Vratislavové nikdy nepatřili k nejbohatší šlechtě, ale od 15. století krátkodobě i v delším období vlastnili řadu menších statků v různých částech Čech. V 17. a 18. století nechali postavit několik barokních zámků (Mirošov, Jince, Lnáře), díky dědictví po jiných rodech získali také některá velká panství (Kost). Do 20. století sídlili ve dvou liniích na jihočeských zámcích Koloděje nad Lužnicí a Dírná. Zámek v Dírné patří rodině dodnes.

## Historie

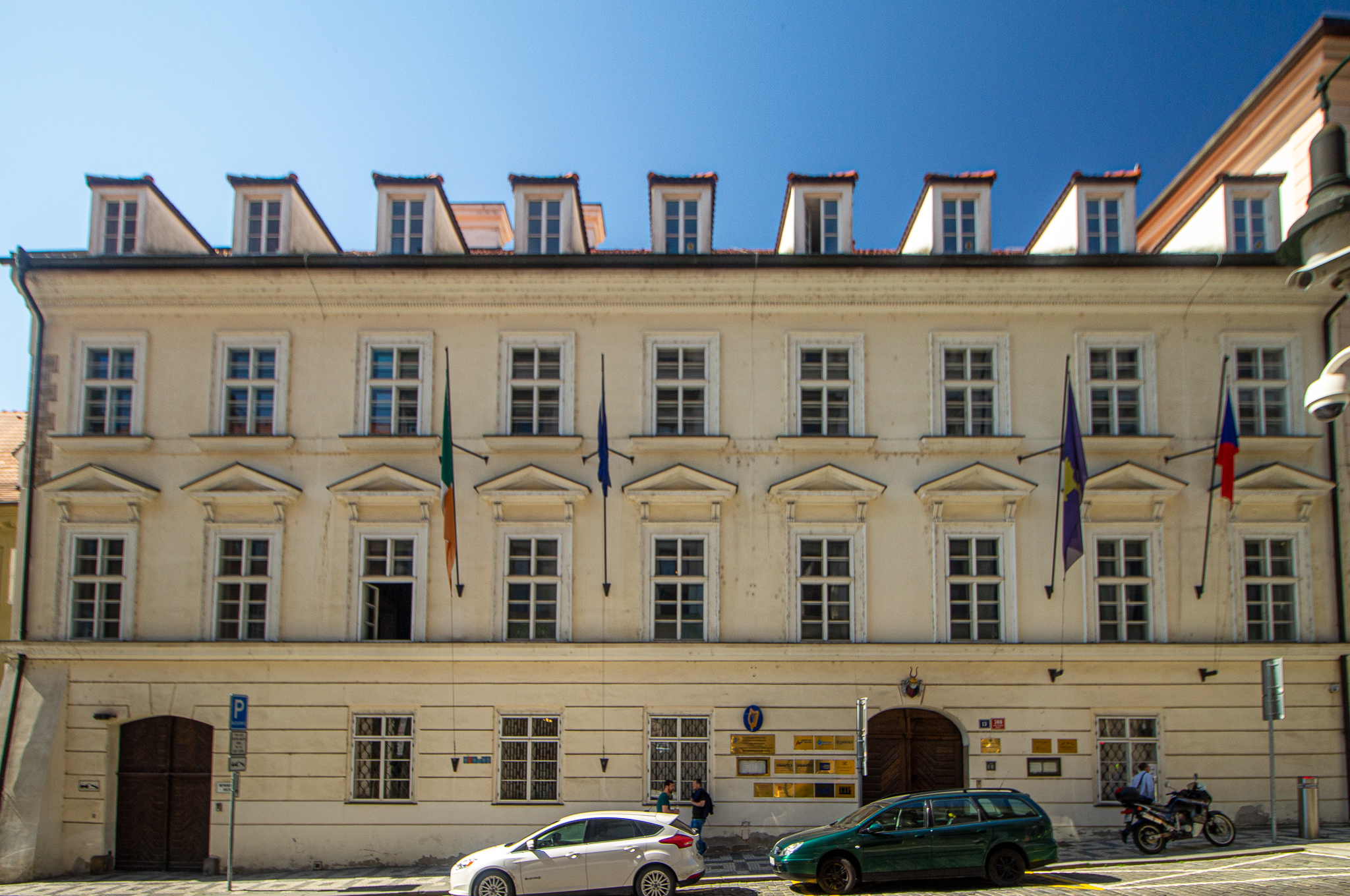
Vratislavský palác na Malé Straně (ul. Tržiště) v Praze

Nepodložená legenda praví, že rod má svůj původ v nemanželském potomstvu Přemyslovců, u nichž bylo křestní jméno Vratislav často užívané. Odkazoval by na to i rodový erb, který ovšem odporuje heraldickým zásadám. V heraldice totiž platí, že na štítě se má barva střídat s kovem, zatímco Vratislavové užívají červeno-černě polcený štít – černá barva je údajně zčernalé stříbro, takže původní červeno-stříbrný znak by tak byl v barvách Přemyslovců (byť s prohozeným pořadím barev). 
Prokazatelně se rod Vratislavů připomíná až od poloviny 14. století, kdy Vratislav z Mitrovic (†1487) získal v roce 1448 tvrz Mitrovice na Sedlčansku. Později se stal purkrabím Pražského hradu a byl pohřben v katedrále sv. Víta. Jeho syn Jan (†1520) byl nejvyšším lovčím a v další generaci se rod rozdělil na tři větve, újezdskou, mníšeckou a skřipelskou. V 16. století sice Vratislavové získávali další drobné statky v jižních a západních Čechách, nadále ale působili ve službách vyšší šlechty, například u pánů z Hradce.
Újezdská větev vymřela v polovině 17. století, většího významu dosáhla mníšecká větev, jíž patřil Mníšek pod Brdy (1487–1655). Z této větve vynikl Vilém (1579–1637), který byl se svými bratry v roce 1607 přijat do panského stavu, byl nejvyšším maršálkem a velkopřevorem Maltézského řádu a nakonec obdržel titul hrabat (1630). Obohatil se na pobělohorských konfiskacích a jeho majetek zdědil bratr Zdeněk (1581–1641), který byl na hraběte povýšen v roce 1637. V generaci jeho synovců došlo k prodeji Mníšku (1655) a tato rodová větev vymřela Václavem Eusebiem v roce 1667.

### Skřipelská větev

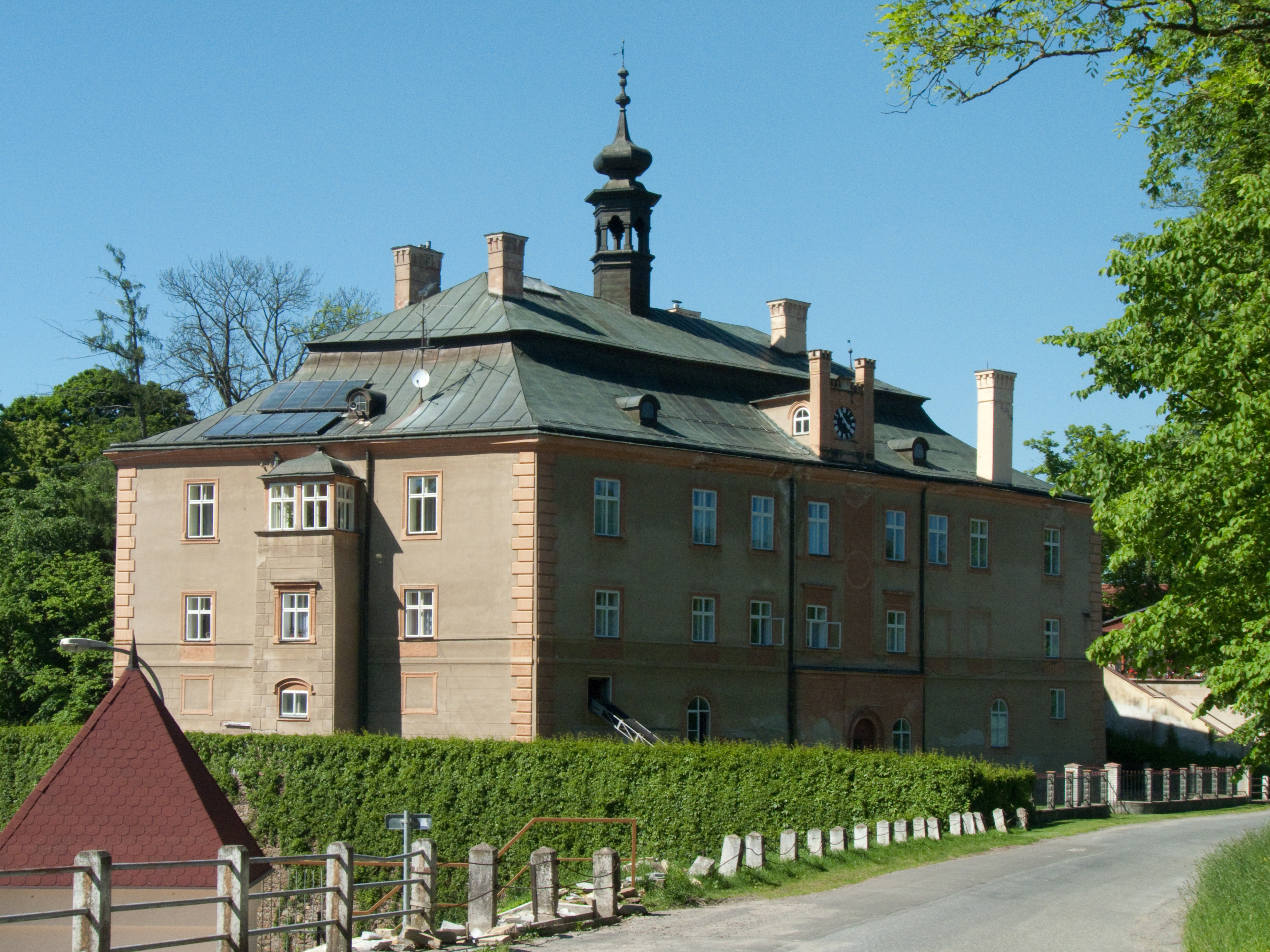
Zámek Dírná

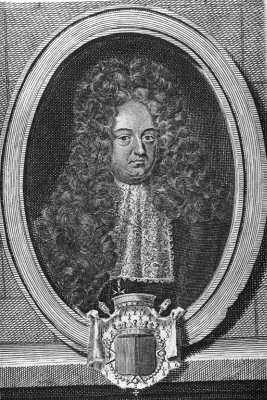
Jan Václav Vratislav z Mitrovic

Skřipelskou větev založil Václav (†1554), který měl osm synů a pět z nich založilo další rodové odnože. Všeradskou linii představoval Václav (1588–1651), který se původně zúčastnil stavovského povstání, ale nakonec se přidal k Habsburkům, byl povýšen na svobodného pána (1623) a byl hejtmanem Starého Města pražského. Z liteňské linie vynikl až v jejím závěru Jiří Bernard (1663–1719), císařský tajný rada, komoří a královský místodržící, který byl se svými vzdálenými bratranci v roce 1701 povýšen do hraběcího stavu. Z potomstva Štěpána Vratislava (†1601), regenta panství Adama II. z Hradce, vynikl Aleš Ferdinand († 1669), který vykonával řadu zemských úřadů, nakonec byl prezidentem české komory (1656–1667) a již v roce 1629 byl povýšen do stavu svobodných pánů. Jeho majetkem byly Lnáře, z nichž nákupy okolních statků vytvořil velké panství a také zde zahájil stavbu barokního zámku. Neměl mužské potomstvo a dcery většinu majetku po jeho smrti rozprodaly.
Protivínská větev měla významného představitele v osobě Kryštofa (1584–1645), který byl přesvědčeným katolíkem, za stavovského povstání mu byl zakázán výkon úřadů a bylo mu uděleno domácí vězení. Naopak po Bílé hoře se stal královským místodržícím a nejvyšším písařem (1624–1640). Obohatil se také na pobělohorských konfiskacích (Lojovice, Dírná), přičemž Dírná se stala jedním z pilířů rodového majetku až do 20. století. Jeho dědicem byl synovec Jiří (1601–1660), který byl hejtmanem prácheňského kraje a se svými bratry byl v roce 1651 povýšen do hraběcího stavu. Tři z jeho bratrů byli duchovními, z nich Adam Vilém (†1666) proslul jako velitel loďstva Maltézského řádu proti Turkům, v letech 1662–1666 byl velkopřevorem řádu v Čechách a tuto hodnost po něm převzal mladší bratr František Šebestián (†1684). Pokračovatelem protivínské větve byl Václav (1606–1660), který ke zděděné Dírné přikoupil Jince. Jeho syn Kryštof František (1641–1689) díky spříznění s Valdštejny dosáhl postu prezidenta české komory, byl též královským místodržícím a tajným radou. Rodové dědictví rozšířil nákupem Dobřejovic.
V generaci Kryštofova potomstva pocházela z protivínské větve nejvýznamnější osobnost rodu, Jan Václav (1670–1712), který svou kariéru zahájil v zemských úřadech, poté se v rámci války o španělské dědictví uplatňoval jako diplomat v Anglii, Holandsku, Uhrách nebo ve Švédsku. Díky přátelství s Evženem Savojským posiloval svůj vliv také u dvora, stal se státním a konferenčním ministrem a nakonec nejvyšším kancléřem (1711–1712). Spolu s několika dalšími příbuznými byl v roce 1701 povýšen do říšského hraběcího stavu. Zemřel bez potomstva, stejně tak i jeho mladší bratr František Karel (1687–1716) a o dědictví (Dírná, Zálší, Jince) se přihlásilo několik vzdálených příbuzných z rodu Vratislavů. Po finančním vyrovnání nakonec majetek převzal Václav Ignác (1646–1727) ze Štěpánovy větve.
Odnož skřipelské větve, označovaná jako starší, pochází od Šebestiána (1533–1586), který sídlil na Osovci. Jeho potomci byli v roce 1657 povýšeni do panského stavu a drželi například Mirošov, kde Jan Antonín (1685–1732) zahájil stavbu honosného zámku, kvůli dluhům ale musel panství nakonec prodat za 226 000 zlatých. Mezitím zdědil Lochovice, kde se pak usadil. Jeho dědic Vincenc Ignác (1724–1794) byl krajským komisařem v Táboře a viceprezidentem apelačního soudu v Haliči. Prodal Lochovice, poté krátce vlastnil Liteň a nakonec v soudním sporu se vzdálenými příbuznými získal fideikomis Dírná, Jince, Zálší. Syn František Adam (1759–1823) kvůli dluhům prodal Jince (1812), jeho dědicové v několika dalších generacích umírali předčasně. Eugen (1855–1897) byl poslancem českého zemského sněmu a v době nezletilosti mu poručnická správa koupila velkostatek Krnsko. Posledním majitelem Dírné před znárodněním v roce 1948 byl Osvald (1883–1966), který byl v září 1939 signatářem Národnostního prohlášení české šlechty – spolu se svým strýcem Maximilianem Janem Josefem (1857–1940, nejstarší ze signatářů) a synem Maximilianem Oswaldem (1917–2002, tomu byl majetek po roce 1989 vrácen).

### Štěpánova větev

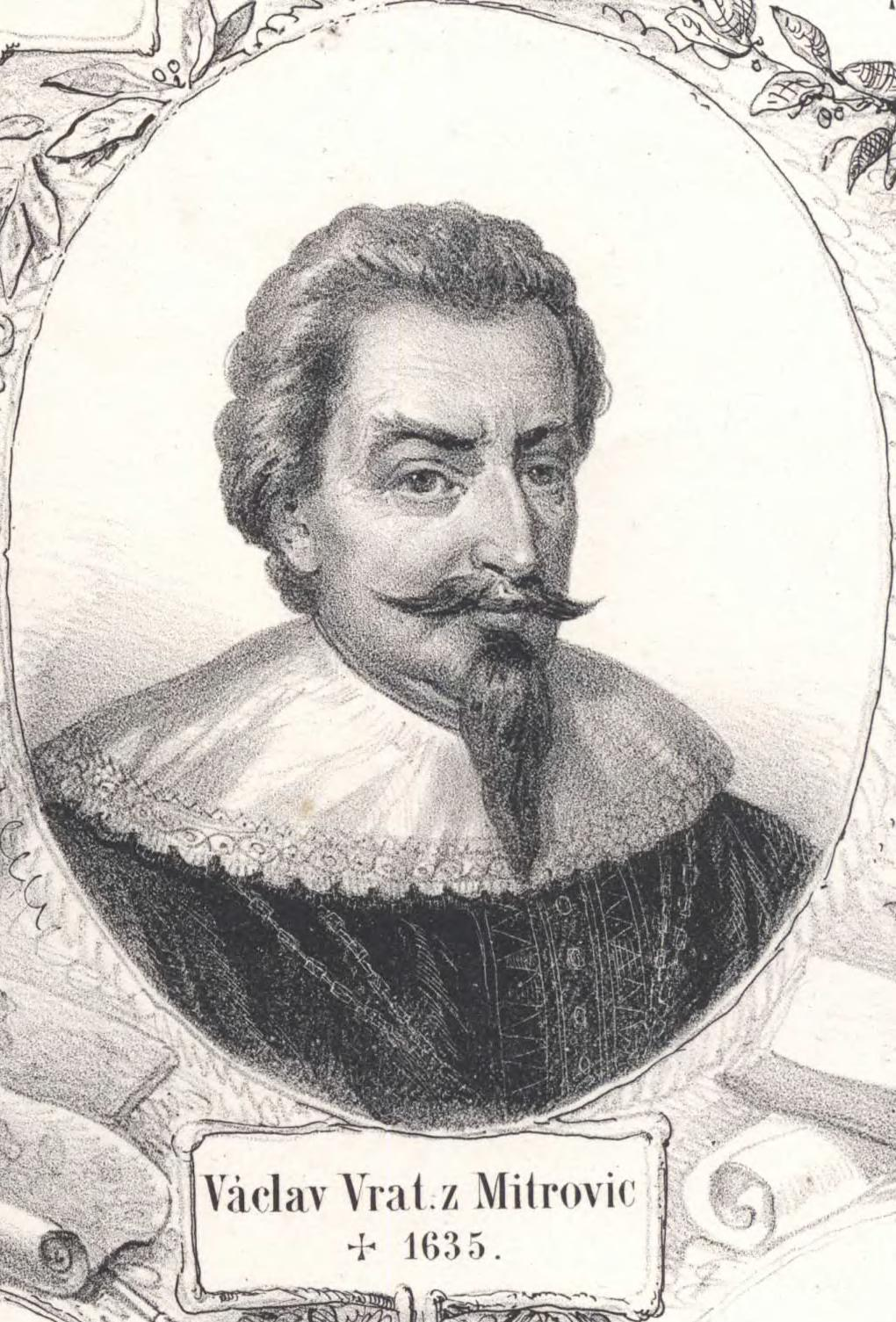
Václav Vratislav z Mitrovic

Zakladateli byli Štěpán Vratislav z Mitrovic a na Dráchově († 1601) a jeho žena Kateřina z Běšin († 1615). Štěpánova větev dosáhla v pobělohorském období největšího rozšíření a v 17. století se rozdělila na další tři větve. Ze Štěpánových synů byl významnou osobností nejstarší Václav (1576–1635), který byl v mládí jako člen diplomatické mise uvězněn v Turecku. O svých zážitcích sepsal po návratu cestopis, který patří ke klenotům české renesanční literatury. Po Bílé hoře se Václav stal císařským radou, královským místodržícím, koupil statky z pobělohorských konfiskací (Nový Knín, Zduchovice) a v roce 1629 byl povýšen do stavu svobodných pánů. Z jeho potomstva vynikl Jan Adam (1677–1733), který byl biskupem v Hradci Králové (1711–1721), v Litoměřicích (1721–1733) a nakonec pražským arcibiskupem (1733), krátce poté ale zemřel. Jako královéhradecký biskup angažoval pro své stavební aktivity významného architekta J. B. Santiniho Na postu královéhradeckého biskupa jej následoval mladší bratr Jan Josef (1680–1753). Jejich strýc Václav Ignác (1646–1727) uplatnil nárok na majetek protivínské větve a po roce 1716 převzal fideikomisy Dírná, Zálší a Jince. Zámky v Zálší a Jincích pak přestavoval jeho syn František Karel (1679–1750), který patřil také k významným osobnostem rodu v mezinárodním měřítku, byl dlouholetým vyslancem u říšského sněmu v Řezně, v Polsku a v Rusku. Dědicem se stal jeho synovec František de Paula Adam (1732–1788), který byl c.k. tajným radou a komořím, mimo jiné proslul jako mecenáš divadla. Po jeho bezdětné smrti vznikl o dědictví spor, který nakonec vyhrál Vincenc Ignác Vratislav (1724–1794) ze Šebestiánovy větve.

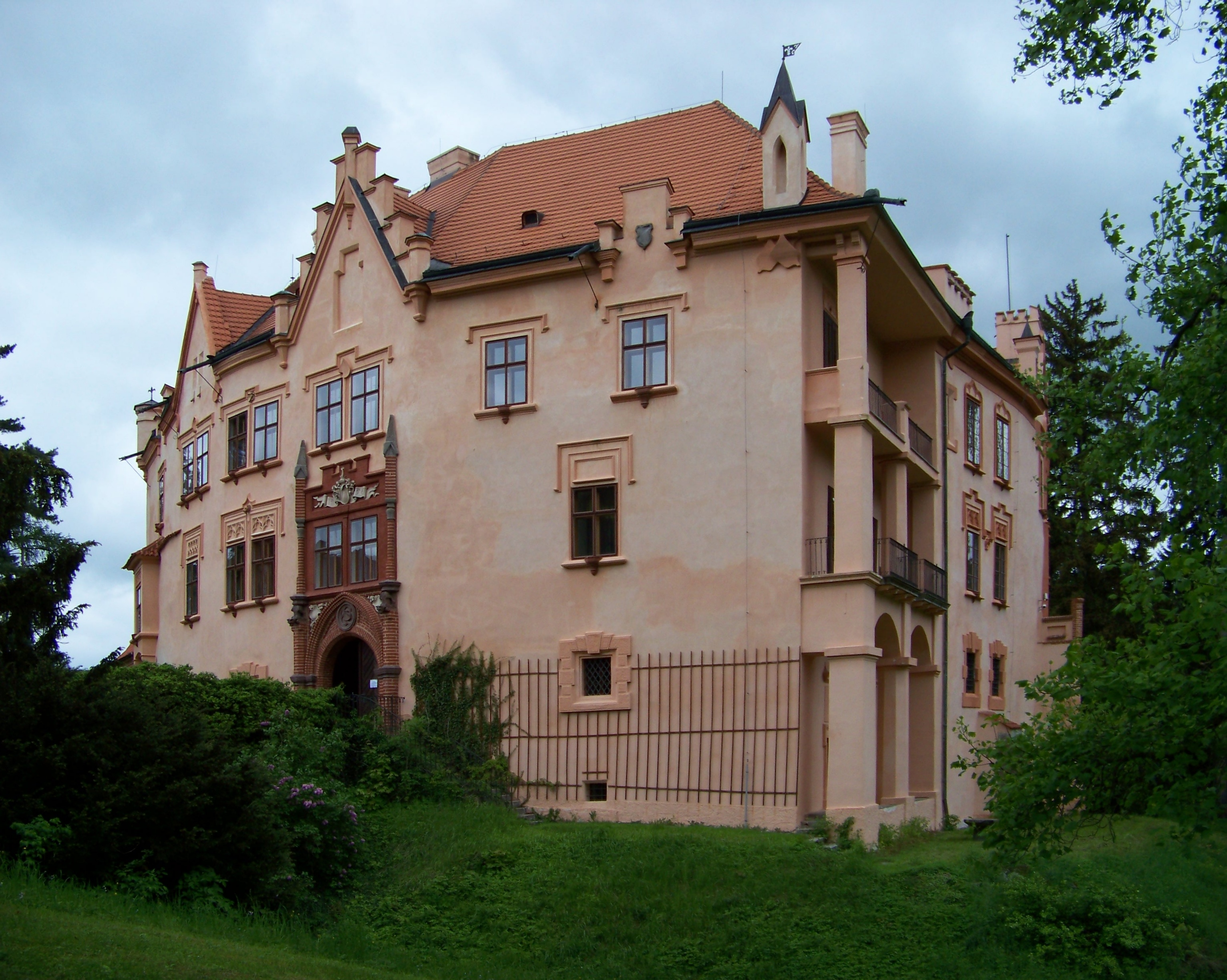
Zámek Vrchotovy Janovice

Petr Arnošt (1612–1680), mladší Václavův syn, zdědil Starý Knín, jeho syn František Ignác (1658–1719), byl jedním z Vratislavů povýšených v roce 1701 do hraběcího stavu. Byl královským místodržícím a zemským sudím a sňatkem s Marií Viktorií ze Schönfeldu obohatil rodový majetek o panství Krásný Les, kde si nechal postavit zámek. Jeho synové Jan Josef (1691–1742) a František Karel (1695–1759) získali v roce 1741 právo spojit jméno a erb Vratislavů a Schönfeldů (Vratislav–Schönfeld). Jan Josef nechal postavit zámek v Mitrovicích, jeho vnuk František Josef (1775–1849) zdědil po hrabatech z Vrtby panství Votice, Vrchotovy Janovice a Chotýšany. Usadil se na votickém zámku, ale prováděl i stavební úpravy ve Vrchotových Janovicích. Na jeho panstvích na Sedlčansku vypukla vzpoura poddaných a poté se rodina Vratislavů přestěhovala do Chotýšan. Pseudogotická úprava zámku ve Vrchotových Janovicích vznikla za jeho syna Františka Josefa (1808–1879), který ale následně pro zadlužení musel prodat Votice a Chotýšany (1872). Zemřel bez potomstva a z jeho pozůstalosti byly nakonec prodány i Vrchotovy Janovice. Z potomstva Jana Josefa pocházela ještě další větev, z níž Antonín (1756–1791), po matce z rodu Netolických z Eisenberka, uplatnil nárok na jejich dědictví a převzal panství Kost, mimoto rozšířil jméno do podoby Vratislav-Netolický z Mitrovic. Dědicem Kosti byl jeho jediný syn Evžen (1786–1867), c. k. polní zbrojmistr, člen dvorské válečné rady a rytíř Řádu zlatého rouna. Zemřel bez potomstva a o Kost se poté soudili potomci jeho tří sester, nakonec panství získal rod Pozzo di Borgo.
V dalším potomstvu Jana Josefa přibylo koncem 18. století do rodového majetku dědictvím po Bissingenech panství Čimelice (1798), které Josef (1764–1830) rozšířil přikoupením Tochovic (1815) a Osova (1818). V letech 1812–1830 byl nejvyšším maršálkem Českého království, ale zemřel bez mužského potomstva. Ve sňatcích jeho dcer se nicméně odráží tehdejší postavení rodu Vratislavů, protože Josefína (1802–1881) se provdala za knížete Karla Schwarzenberga a Gabriela (1803–1880) se stala manželkou knížete Josefa Ditrichštejna. Starší dcera zdědila statky a přispěla tak k rozšíření majetku orlické větve Schwarzenbergů, mladší z otcova majetku přinesla věnem Ditrichštejnům bohatou sbírku drahokamů.
Výše zmíněný František Karel (1695–1759), mladší syn Františka Ignáce, převzal dědictví po Schönfeldech v severních Čechách (Krásný Les), ale usadil se v Kolodějích nad Lužnicí, které vyženil s Marií Annou Kinskou. Díky spříznění s Kinskými dosáhl postu viceprezidenta apelačního soudu a byl královským místodržícím. Jeho syn František Karel II. (1731–1793) byl donucen k prodeji Krásného Lesa (1791), v další generaci potomci přišli také o Myslkovice. Z této linie vynikl Rudolf Konstantin (1811–1874), který byl c. k. tajným radou, místodržitelem v Tyrolsku a nejvyšším hofmistrem arcivévody Štěpána. Jeho příbuzní na Kolodějích žádné vysoké funkce nezastávali, posledním potomkem Vratislavů v této linii byl Eugen (1871–1943). Po něm zdědila Koloděje sestra Marie Terezie (1884–1961), provdaná Dercsényiová. Ta i přes zestátnění majetku v Kolodějích dožila a její potomci po roce 1989 uplatnili úspěšný restituční nárok na kolodějský zámek.

## Sídla v majetku rodu Vratislavů
- Čimelice (1782–1823)
- Dírná (od 1623)
- Chotýšany (1807–1872)
- Jince (1648–1806)
- Koloděje nad Lužnicí (od 1737)
- Kost (1779–1867)
- Krásný Les (1704–1791)
- Krnsko (1873–1919)
- Liteň (1571–1648, 1728–1782)
- Lochovice (1578–1754)
- Lojovice (1627–1646)
- Mirošov (1616–1726)
- Mitrovice
- Mníšek pod Brdy (1487–1655)
- Myslkovice (od 1877)

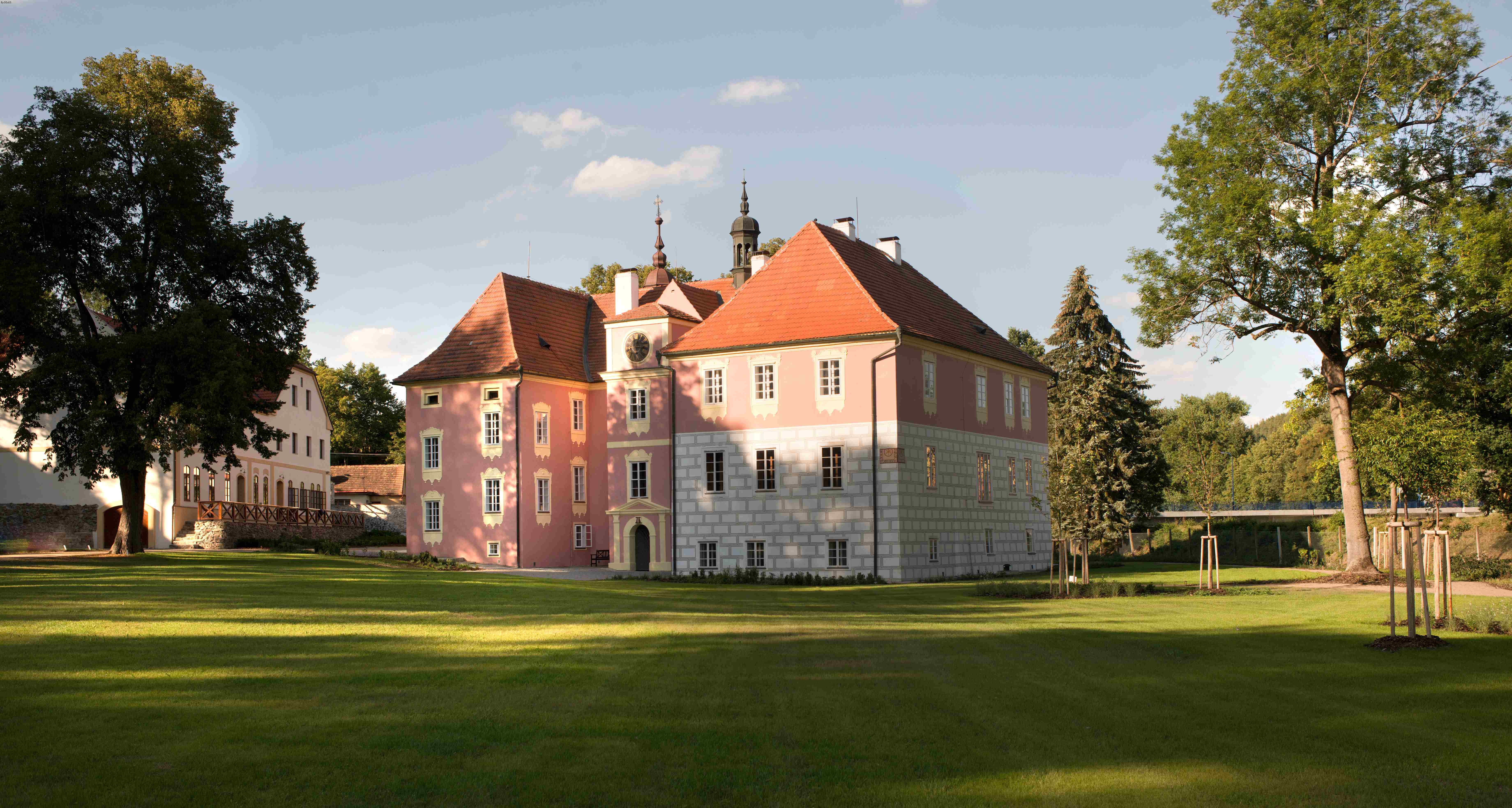
Zámek Koloděje nad Lužnicí, majetek Vratislavů od roku 1737

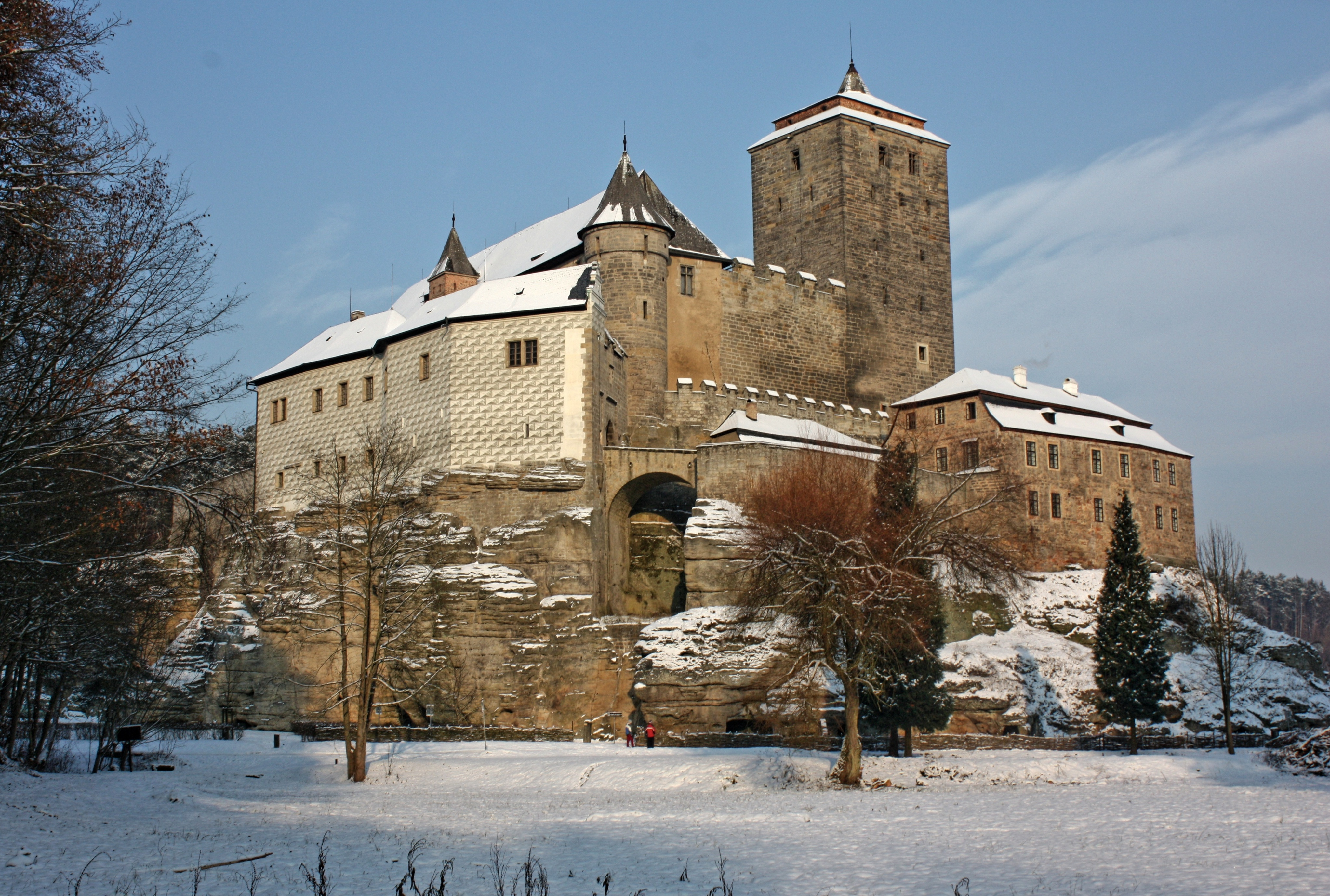
Hrad Kost, majetek Vratislavů 1779–1867

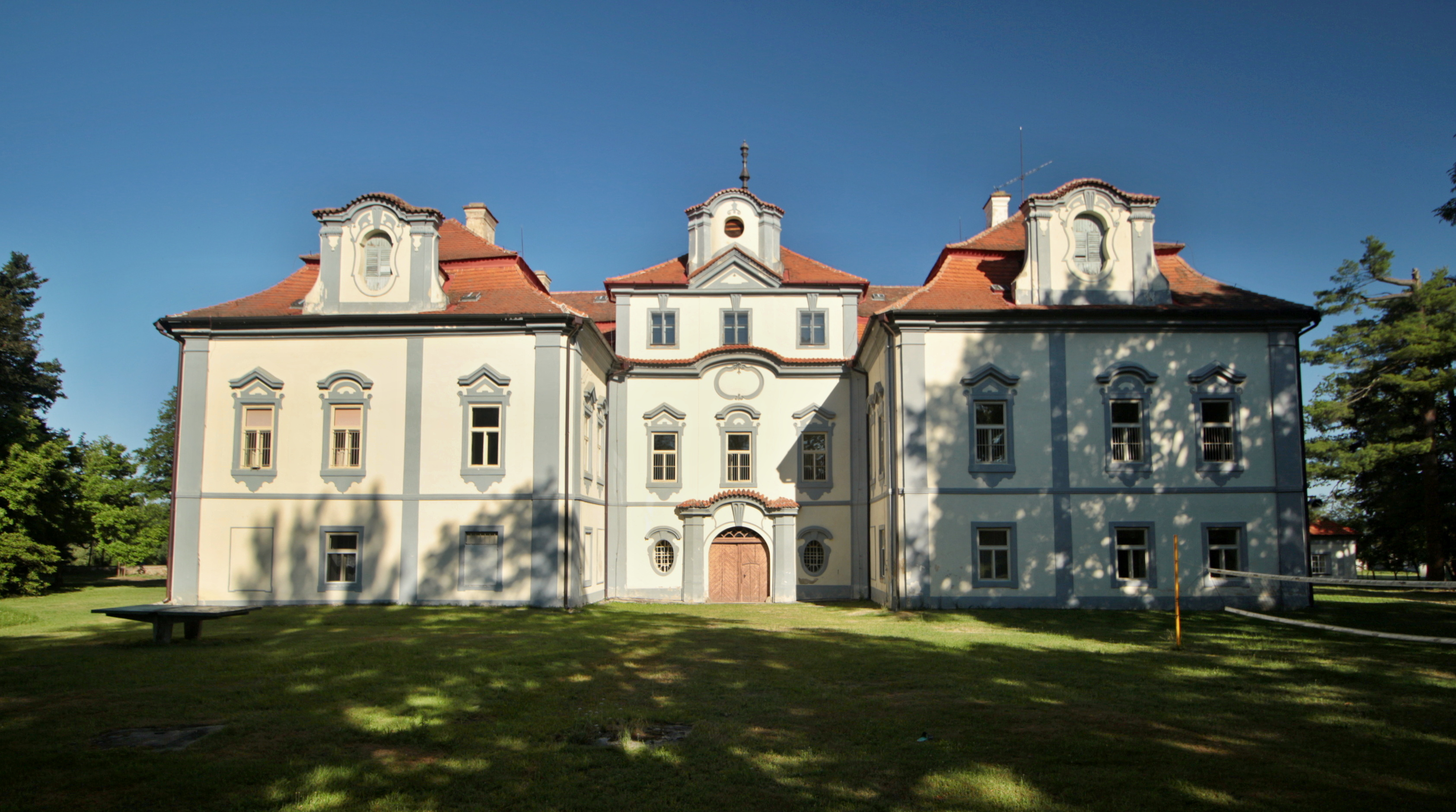
Zámek Nové Mitrovice, majetek Vratislavů 1670–1685 a 1724–1804

- Nové Mitrovice / Přestavlky (1670–1685, 1724–1804)
- Osov (1818–1840)
- Protivín (1598–1679)
- Skřipel (1504–1601, 1818–1840)
- Tochovice (1815–1840)
- Votice (1807–1872)
- Vratislavský palác, Praha (1671–1861)
- Vrchotovy Janovice (1807–1879)
- Všeradice (1615–1661)
- Zálší (1586–1948)

## Osobnosti rodu

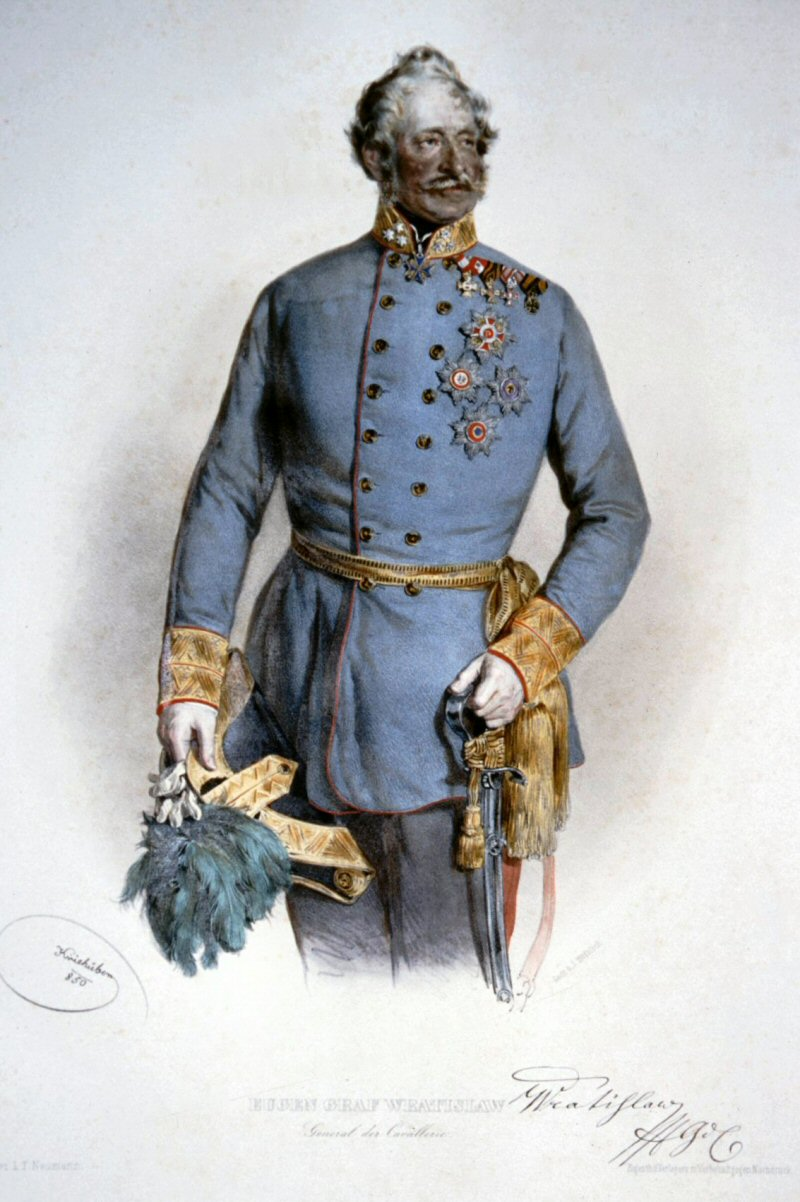
C.k. polní zbrojmistr Evžen Vratislav z Mitrovic

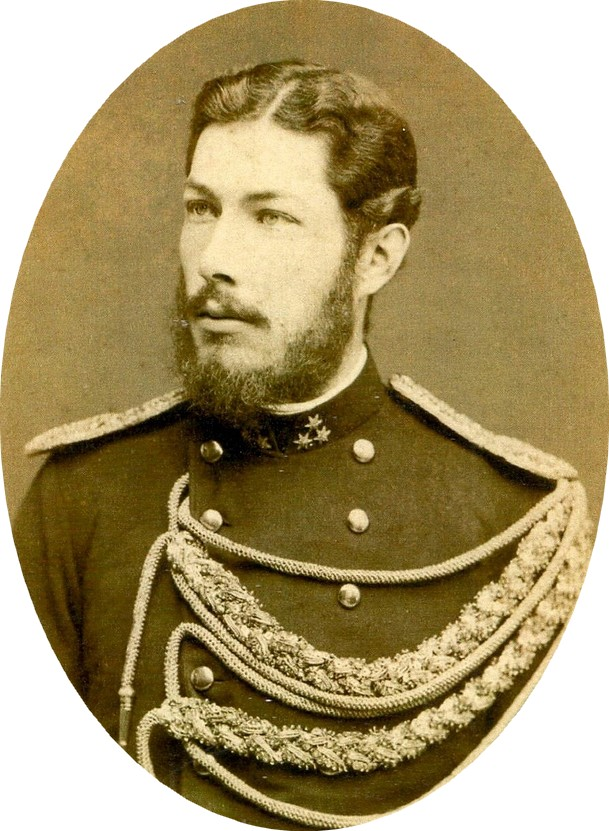
Evžen Vratislav z Mitrovic, poslanec českého zemského sněmu

- Vratislav z Mitrovic († 1487), purkrabí Pražského hradu
- Jan Vratislav z Mitrovic († 1520), nejvyšší lovčí Českého království
- Vilém (1576–1637), velkopřevor Maltézského řádu v Čechách 1626–1637, hrabě 1620
- Václav (1576–1635), diplomat, spisovatel, svobodný pán 1629
- Kryštof (1584–1645), královský hejtman Malé Strany (od roku 1614), nejvyšší zemský podkomoří 1623–1623, nejvyšší zemský písař 1624–1640
- Jiří (1601–1660), hejtman prácheňského kraje, hrabě 1651
- Aleš Ferdinand († 1669), prezident české komory 1656–1667
- Adam Vilém (†1666), velkopřevor Maltézského řádu v Čechách 1661–1666, hrabě 1651
- František Šebestián († 1684), velkopřevor Maltézského řádu v Čechách 1667–1675, hrabě 1651
- Kryštof František (1641–1689), tajný rada, komoří, prezident české komory 1681–1689
- František Ignác (1658–1719), tajný rada, zemský soudce, místodržící Českého království, 1701 hrabě
- Jiří Bernard (1663–1719), tajný rada, komoří, místodržící Českého království
- Jan Václav (1670–1712), diplomat, nejvyšší kancléř 1711–1712, velkopřevor Maltézského řádu v Čechách 1711–1712
- Jan Adam (1677–1733), arcibiskup pražský
- František Karel (1679–1750), tajný rada, vyslanec v Polsku a Rusku
- Jan Josef (1694–1753), biskup královéhradecký
- Vincenc (1724–1794), krajský hejtman v Táboře, viceprezident apelačního soudu v Haliči
- Prokop (1737–1813), c. k. generálmajor, komoří
- Emanuel (1759–1840), c. k. polní podmaršál, komoří
- Jan Vít (1760–1833), c. k. generálmajor
- Josef Antonín (1764–1830), nejvyšší maršálek Českého království 1812–1830
- Evžen (1786–1867), c. k. polní zbrojmistr, rytíř Řádu zlatého rouna
- Rudolf Konstantin (1811–1874), místodržitelský rada v Praze, nejvyšší hofmistr arcivévody Štěpána
- Evžen (1842–1895), poslanec českého zemského sněmu
- Evžen František (1855–1897), poslanec českého zemského sněmu
- Josef Oswald (1883–1966), signatář Národnostního prohlášení české šlechty, poslední soukromý majitel statku Dírná před jeho znárodněním komunisty
- Maximilian Oswald (1917–2002), signatář Národnostního prohlášení české šlechty, po roce 1989 restituent statku Dírná.
- Eugen Václav (* 1961), majitel zámku Dírná. Otec tří dcer: Elišky (* 1988), Anežky (* 1991) a Kateřiny (* 1995).